# Brandon Mull
Brandon Mull (ur. 8 listopada 1974) – amerykański pisarz, autor powieści fantasy dla dzieci. Zdobywca Whitney Award w 2007 za książkę Gwiazda Wieczorna wschodzi, drugą część serii Baśniobór.
Główną inspiracją pisarza są dzieła J.R.R. Tolkiena, C.S. Lewisa i J.K. Rowling.

## Życiorys
W 2000 roku ukończył Uniwersytetu Brighama Younga, w której należał do grupy komediowej. Służył dwa lata misji dla Kościoła Jezusa Chrystusa Świętych w Dniach Ostatnich w Chile. W 2007 roku otrzymał Whitney Award w kategorii „Best Youth Fiction” za książkę Gwiazda Wieczorna wschodzi, drugą część serii Baśniobór.

### SeriaBaśniobór
- 2006: Fablehaven (Baśniobór, przeł. Rafał Lisowski, Warszawa 2011)
- 2007: Fablehaven: Rise of the Evening Star (Gwiazda Wieczorna wschodzi, przeł. R. Lisowski, Warszawa 2011)
- 2008: Fablehaven: Grip of the Shadow Plague (Plaga cieni, przeł. R. Lisowski, Warszawa 2012)
- 2009: Fablehaven: Secrets of the Dragon Sanctuary (Tajemnice smoczego azylu, przeł. R. Lisowski, Warszawa 2012)
- 2010: Fablehaven: Keys to the Demon Prison (Klucze do więzienia demonów, przeł. R. Lisowski, Warszawa 2013)
- 2015: The Caretaker′s Guide to Fablehaven (Baśniobór. Przewodnik opiekuna, przeł. R. Lisowski, Warszawa 2016)

### SeriaSmocza straż
- 2017: Dragonwatch (Smocza straż, przeł. R. Lisowski, Warszawa 2017)
- 2018: Dragonwatch: Wrath of the Dragon King (Gniew Króla Smoków, przeł. R. Lisowski, Warszawa 2019)
- 2019: Dragonwatch: Master of the Phantom Isle (Pan Widmowej Wyspy, przeł. R. Lisowski, Warszawa 2020)
- 2020: Dragonwatch: Champion of the Titan Games (Mistrz Igrzysk Tytanów, przeł. R. Lisowski, Warszawa 2021)
- 2021: Dragonwatch: Return of the Dragon Slayers (Powrót Zabójców Smoków, przeł. R. Lisowski, Warszawa 2022)

### SeriaPozaświatowcy
- 2011: Beyonders: A World Without Heroes (Świat bez bohaterów, przeł. Małgorzata Strzelec, Warszawa 2013)
- 2012: Beyonders: Seeds of Rebellion (Zarzewie buntu, przeł. M. Strzelec, Warszawa 2013)
- 2013: Beyonders: Chasing the Prophecy (W pogoni za proroctwem, przeł. M. Strzelec, Warszawa 2013)

### SeriaWojna Cukierkowa
- 2007: The Candy Shop War (Wojna cukierkowa, przeł. R. Lisowski, Warszawa 2013)
- 2012: Arcade Catastrophe (Wojna cukierkowa: Awantura w salonie gier, przeł. R. Lisowski, Warszawa 2014)
- 2023: Carnival Quest (Wojna cukierkowa. Misja w lunaparku, przeł. R. Lisowski, Warszawa 2023)

### SeriaPięć Królestw
- 2014: Five Kingdoms: Sky Raiders (Łupieżcy Niebios, przeł. R. Lisowski, Warszawa 2014)
- 2014: Five Kingdoms: Rogue Knight (Błędny rycerz, przeł. R. Lisowski, Warszawa 2015)
- 2015: Five Kingdoms: Crystal Keepers (Strażnicy Kryształów, przeł. R. Lisowski, Warszawa 2016)
- 2016: Five Kingdoms: Death Weavers (Tkacze śmierci, przeł. R. Lisowski, Warszawa 2017)
- 2018: Five Kingdoms: Time Jumpers (Skoczkowie w czasie, przeł. R. Lisowski, Warszawa 2018)

### SeriaZwierzoduchy
- 2013: Wild Born (Zwierzoduchy, przeł. Michał Kubiak, Warszawa 2014)

### SeriaPingo
- 2009: Pingo
- 2012: Pingo and the Playground Bully